# Cao Yu (prince)
Pour les articles homonymes, voir Cao Yu et Cao.
Dans ce nom, le nom de famille précède le nom personnel.
Cao Yu est le fils de Cao Cao et le prince de Yan. Lorsque Cao Rui sent sa mort arriver, il appelle Cao Yu et lui demande d’assister son héritier, Cao Fang, en tant que Régent-Maréchal. Cependant, Cao Yu étant une personne sincère et de nature très modeste, il décline la haute fonction ainsi que les responsabilités qui en découlent. Cao Shuang prend alors le titre et Cao Yu est contraint de quitter la capitale pour retourner à Yan, son propre domaine. Il eut pour épouse la fille de Zhang Lu, et leur fils, Cao Huan, fut le dernier empereur du Wei.